# Aleksandar Novaković
Aleksandar Novaković (Beograd, 9. januar 1975) srpski je književnik, dramaturg i istoričar. Piše romane, drame, aforizme, pesme i kratke priče.
Diplomirao je na katedri za istoriju Filozofskog fakulteta u Beogradu 2002. godine kao i na katedri za dramaturgiju Fakulteta dramskih umetnosti u Beogradu 2004. godine. Magistrirao je 2006. godine na Fakultetu dramskih umetnosti u Beogradu s tezom Sloveni kao dramatis personae u dramama engleskog govornog područja (1878—1990). Posle magistrature, on je doktorirao 2012. godine na Fakultetu dramskih umetnosti u Beogradu s tezom Stranci kao dramatis personae u srpskoj drami (1734- 1990)

## Nagrade
- Dobitnik je nagrade Josip Kulundžić za izuzetan uspeh na polju dramaturgije (2004),
- Druge nagrade Radio-Beograda za radio-dramu (2003),nagrade Radio-Beograda za dokumentarnu radio-dramu (2011)
- Vibova nagrada (1999) - satira, odbio da primi; prihvaćena 2001. godine.[2][3]
- Zlatna kaciga (1997) - aforizmi
- Teatrološka stipendija John McGrath (2007, Edinburgh, Scotland, UK)
- Mali Nemo nagrada za roman, 2008. godine
- VBZ nagrada za roman , Zagreb, 2010. godine
- Dobio republičku nagradu za najbolji dramski tekst za lutkarsko pozorište u Novom Sadu 2007. godine.
- Dobitnik je nagrada časopisa Ulaznica: prve za priču (2003), druge za esej (2004) i druge za priču (2005)

Objavljivao je i objavljuje tekstove u časopisima i listovima: NIN, Koraci, Književni list, URB, Reč, Stanje stvari, Think Tank, Braničevo, Kvartal, Znak, Polja, Gradina, Afirmator, Beton, e-novine, itd.

## Radovi
Novaković je napisao drame: 
- Sistem (Narodno pozorište Užice, 2001)
- Zubi (Srpsko narodno pozorište, Novi Sad, 2004)
- Aladinova čarobna lampa (Pinokio, Beograd, 2007)
- Naš čovjek (Hercegnovsko pozorište, koautor, 2008)[5]

### Zbirke drama
- Bliskost (Svetozar Marković, Zaječar, 2006)
- Crna četvorka (Zona satire, elektronska knjiga, 2007)
- Posle Utopije (KC Kraljevo, 2009).

Autor je desetak različitih dramskih i dokumentarnih formi emitovanih na Drugom i Trećem programu Radio Beograda.

### Knjige aforizama
- Pij Sokrate, država časti (Matica srpska, 1998)
- Neće moći (Alma, 2006)[6]

Aforizmi, pesme, priče (satira): 
- Malo li je (Alma, 2011)

### Scenarij za crtane TV serije
- Bebice i Parobrod Srbija (RTS 1, sezona 2003/2004).
- Reditelj je i scenarista kratkometražnog filma “Get up you lazy bastard!” (2006)
- Srušeni grad, kratki film, 2019

### Romani
- Glečer (Dereta, 2007)
- Keltska priča (Mali Nemo, 2008)
- Dva u jednom (Mali Nemo,2009)
- Vođa (VBZ, 2010)[7]
- Novo Smederevo (2016, KRR)[8]
- Gloriosa (2017, KRR)[9]
- Anfarwoldeb, Velški: Besmrtnost (2018, KRR)[10]
- Rada, Bajin (Ne zaslužujete me, bednici nezahvalni!) ( 2020, Udruženje nezavisnih pisaca Srbije, Beograd)
- Dobro nam došle, drugarice iz trikotaže! (2021, Udruženje nezavisnih pisaca Srbije, Beograd)
- Šetnja Central Parkom (2023,Udruženje nezavisnih pisaca Srbije, Beograd)
- Statista (sa Vukom Bogdanovićem, 2024, UNPS, Beograd)
- Znaš koga sam sreo? (Neos izdavaštvo, 2024, Beograd)
- Kako uloviti demona (UNPS, 2025)

### Teatarske i filmske studije
- Kako je Tito razbijao Tikve (Narodna knjiga, 2005)
- Slomljeno slovensko ogledalo (Mali Nemo ,2010)
- Srbi u američkom filmu (Presing, 2023)
- Stranci u srpskoj drami (1734-1990) (Presing, 2023)

### Pesme
- Gitarista na Titaniku (Presing, 2013)
- Troknjižje ( sa Marko Bačanovićem i Patrikom Weissom) , (Književne vertikale, Beograd, 2020)
- Alkatrazi (Presing, 2022)

Večnost i jedan dan (UNPS, Beograd, 2023)
Priče
Domino efekat (Eckermann, edicija e-knjige, 2023)
Surovina (Presing, 2023)